# Poldermolen Waardenburg
Poldermolen Waardenburg is een in 1867 gebouwde poldermolen in Waardenburg in de Nederlandse gemeente West Betuwe. Het is de opvolger van een eerdere afgebrande molen. De taak van de molen was het helpen bij het droog houden van de komgronden in de omgeving, die zeer drassig waren en daardoor nauwelijks in cultuur konden worden gebracht. De molen is nooit bewoond geweest. Voor de molenaar was er een aparte woning bijgebouwd.
Het water wordt verplaatst door middel van drie schroefpompen, die elk afzonderlijk of gezamenlijk kunnen worden ingeschakeld. Deze pompen zijn in 1927 ingebouwd en vervangen het eerdere scheprad. De maximale opvoerhoogte is 1 meter.
Sinds 1961 wordt de poldermolen gebruikt als inmaler voor het natuurgebied 't Broek.

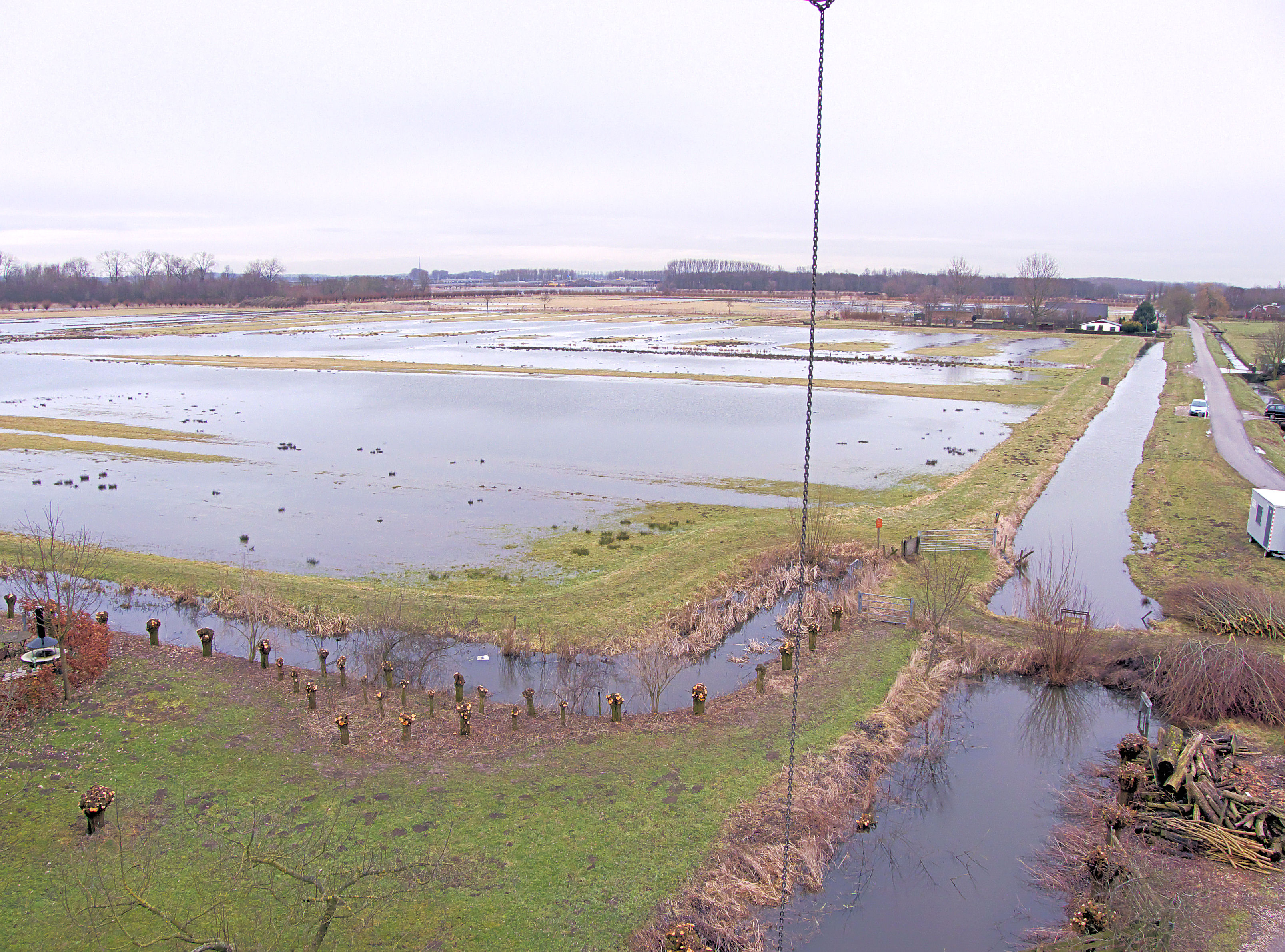
Natuurgebied 't Broek gezien vanuit de molen

Het gevlucht is nu weer Oud-Hollands, maar had vanaf 1927 tot aan 1961 half-verdekkerde wieken met handhaving van de Oud-Hollands windborden. In 1993 zijn de geklonken ijzeren potroeden uit 1873 en 1877 vervangen door gelaste stalen roeden van de firma Vaags uit Aalten. De buitenroe is 27 meter en de binnenroede 26,90 meter lang.
De uit 1867 stammende bovenas is van de firma De Prins van Oranje.
De door het bovenwiel aangedreven conische schijfloop heeft om hun as draaiende ijzeren staven.
De molen wordt op de wind gezet met behulp van een kruilier, die ook elektrisch aangedreven kan worden.
De molen is eigendom van Staatsbosbeheer en is in de regel te bezoeken wanneer hij draait.

## Overbrengingen
Het bovenwiel heeft 67 kammen met een steek van 14,0 cm. De bovenschijfloop heeft 20 staven, zodat de overbrengingsverhouding 1:3,35 is.

## Fotogalerij

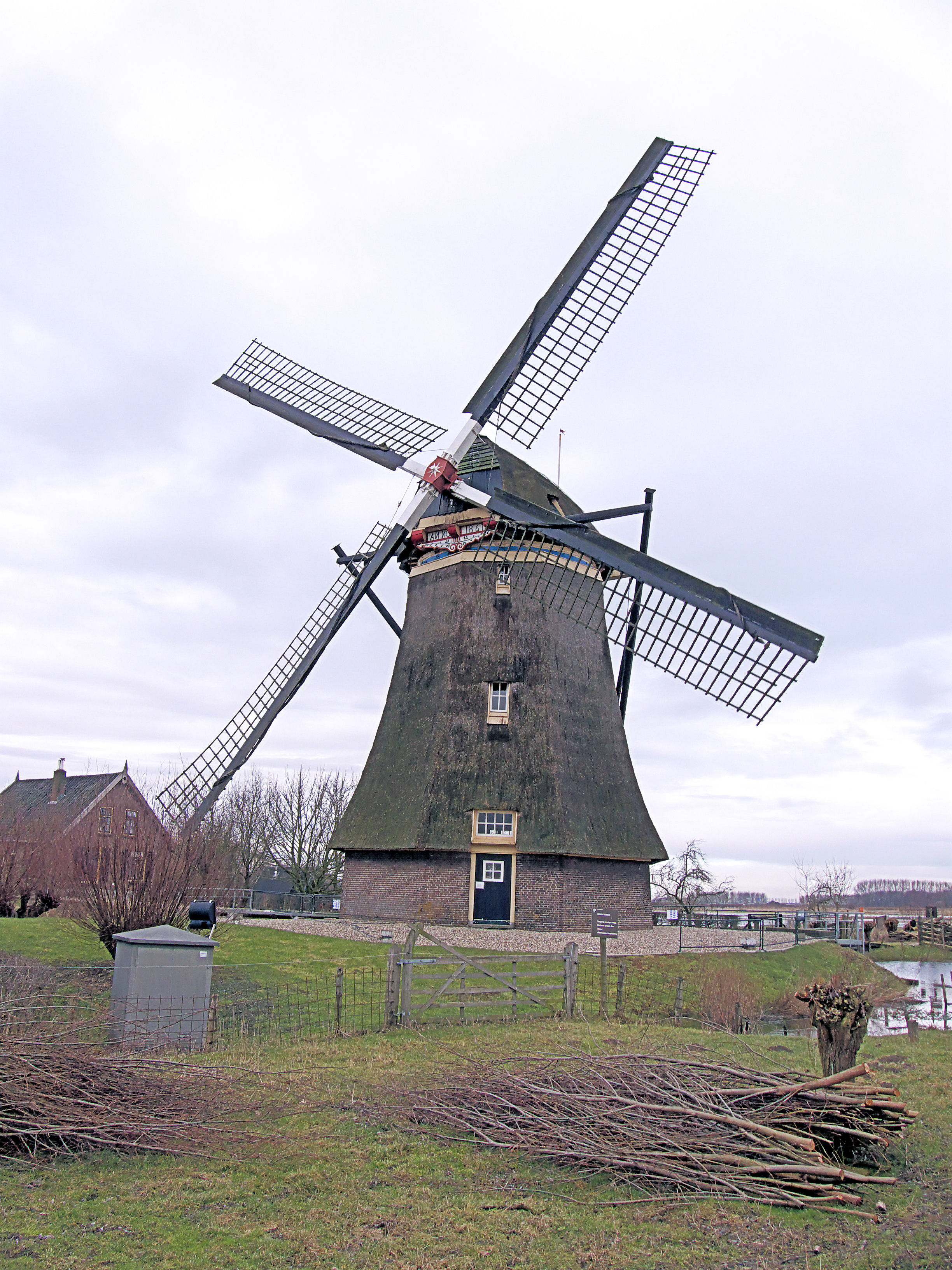
Februari 2010
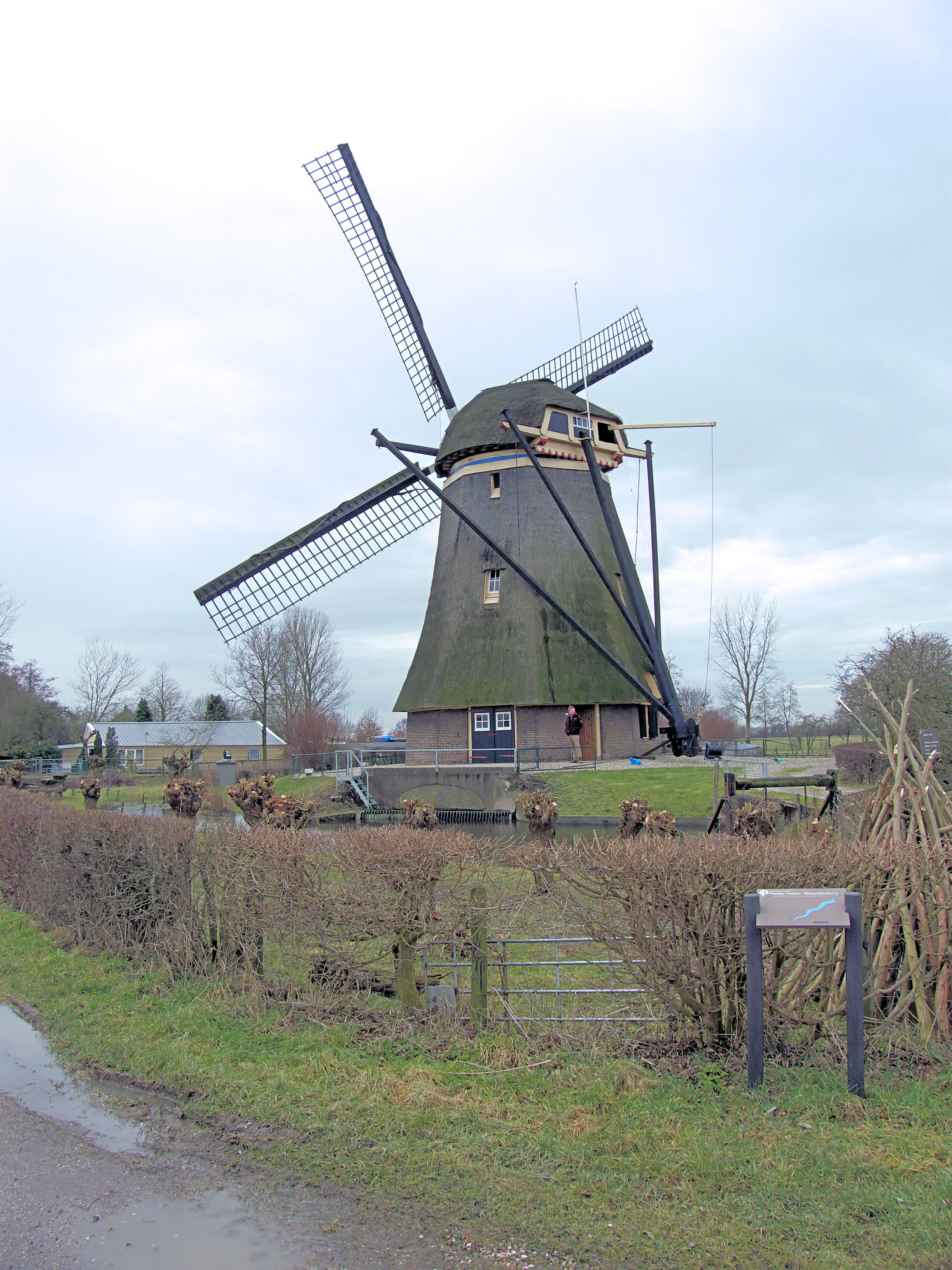
Molen met achterwaterloop
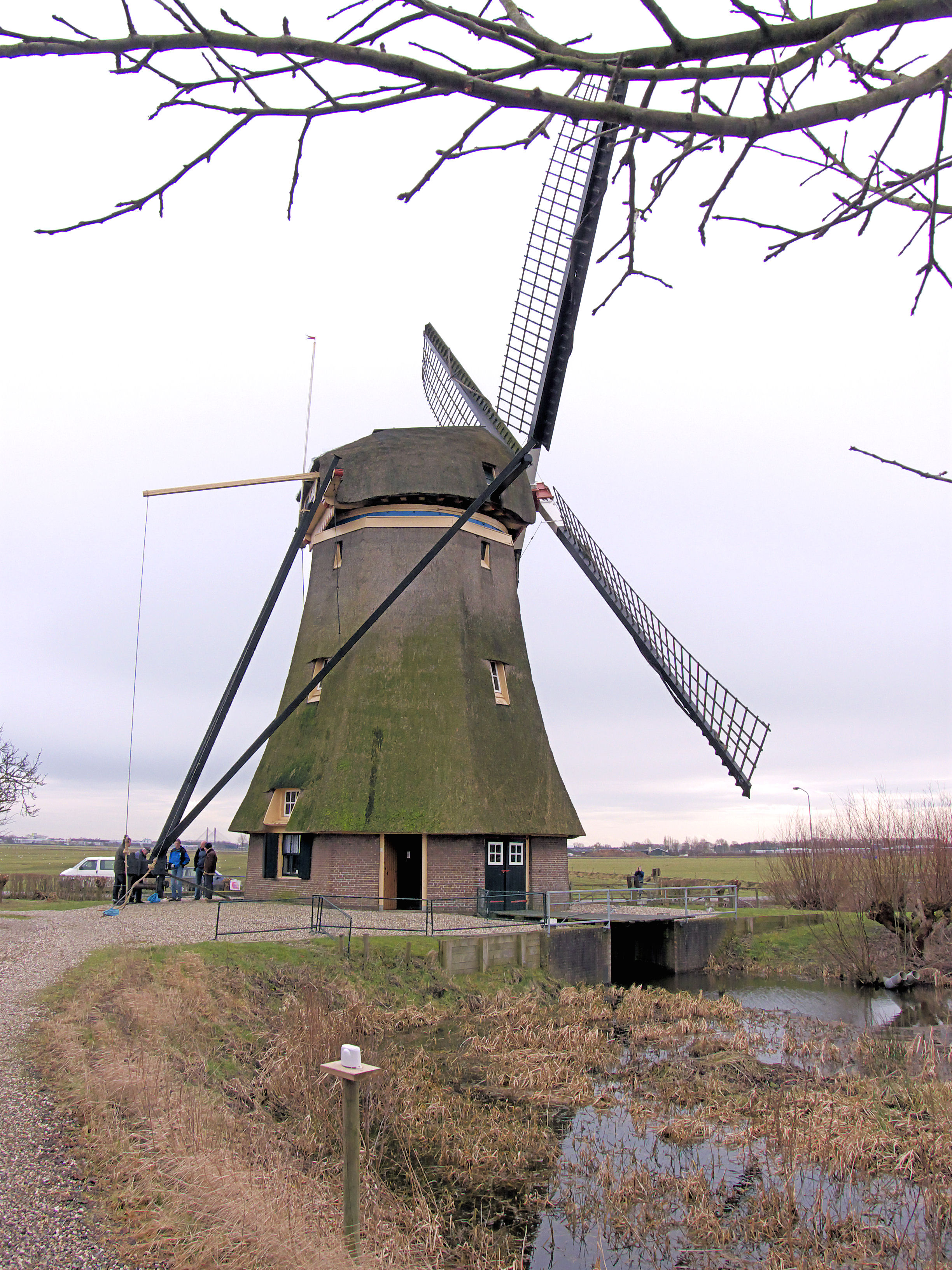
Molen met voorwaterloop
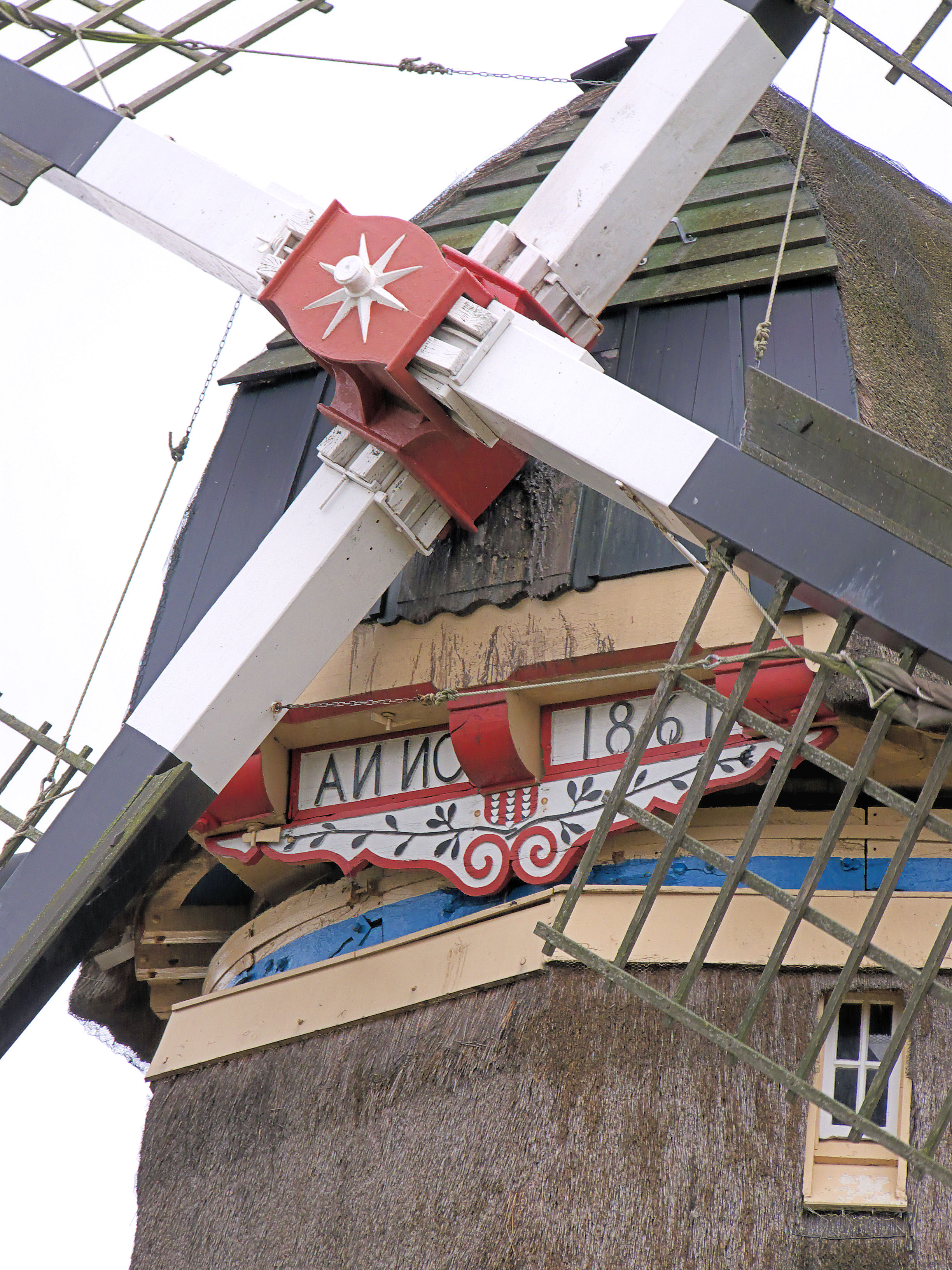
Baard
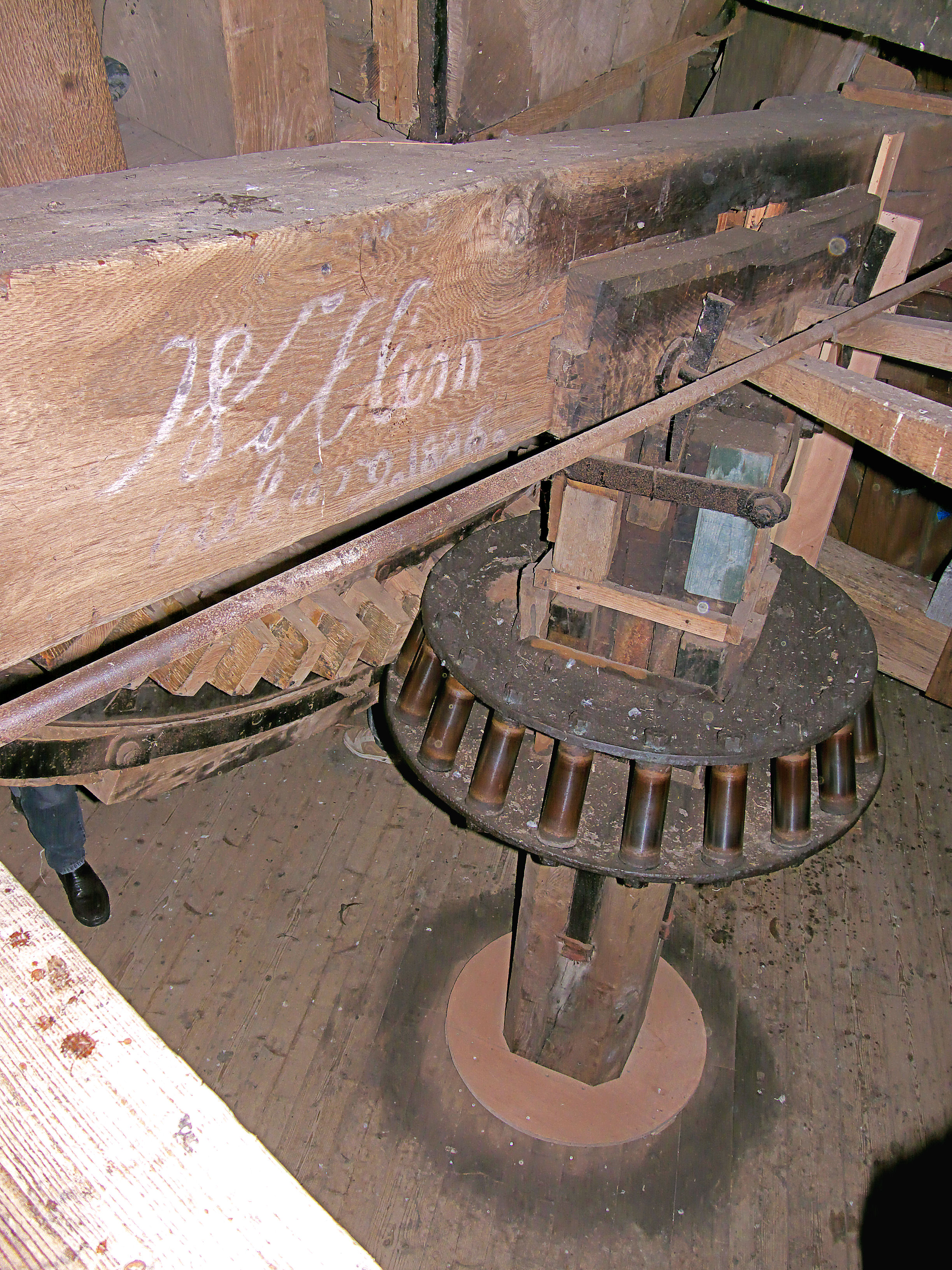
Bovenschijfloop
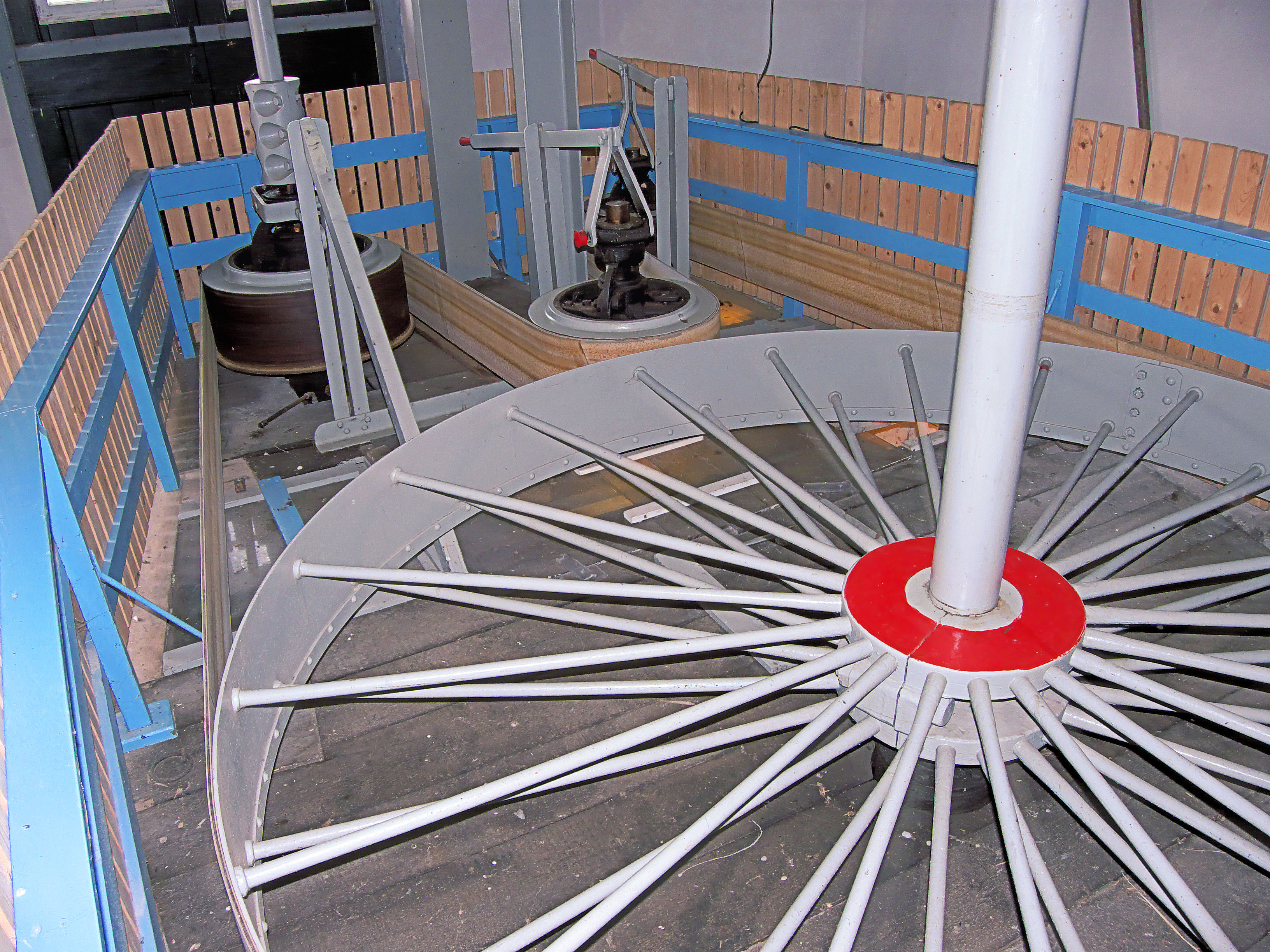
Aandrijving schroefpompen